# Jägerhof (Wuppertal)
Jägerhof war eine Ortslage in der bergischen Großstadt Wuppertal.

## Lage und Beschreibung
Die Ortslage befand sich auf 345 Meter über Normalnull an der Landesstraße 419 (Oberbergische Straße) südlich von Lichtscheid im Wohnquartier Lichtenplatz des Stadtbezirks Barmen.

## Geschichte
Die Ortslage ist erstmals unbeschriftet auf der Topographischen Aufnahme der Rheinlande von 1824 verzeichnet, die Preußische Uraufnahme von 1840 und zeitgenössische Stadtpläne verzeichnen den Ort als An der Eiche. In der Preußischen Neuaufnahme von 1892 heißt die Ortslage erstmals Jägerhof. Die Ortslage wurde von der Barmer-Ronsdorfer Straße (heutige Landesstraße 419/ Oberbergische Straße), einem alten Kohlenweg, und der Trasse Ronsdorf-Müngstener Eisenbahn durchquert.
In Jägerhof befand sich ab Ende des 19. Jahrhunderts eine bekannte Gaststätte und Ausflugslokal. Die angegliederte Parkanlage mit Aussichtsturm war eine große Attraktion auf den Barmer Südhöhen an der Stadtgrenze zu Ronsdorf. Der Aussichtsturm wurde bereits im ersten Drittel des 20. Jahrhunderts, noch bevor 1929 Barmen und Ronsdorf mit anderen Städten zu Wuppertal vereinigt wurden, wieder abgetragen. Nördlich an die Ortslage angrenzend wurde 1936 im Rahmen der nationalsozialistischen Aufrüstung die Colmar-Kaserne erbaut. Das Gelände der Parkanlage verwilderte ab Mitte des 20. Jahrhunderts, das letzte Gebäude wurde in den 1970er Jahren mit dem Ausbau der Landesstraße 419 abgetragen. Heute befindet sich dort anstelle der Ortslage und des Parks ein kleiner Wald.